# Saison 4 de The L Word
Chronologie
Saison 3 Saison 5
La quatrième saison de The L Word a été diffusée sur la chaîne de télévision Showtime et compte 12 épisodes.

## Épisodes

### Épisode 1:Légende en fabrication
- États-Unis : 7 janvier 2007

- Élodie Bouchez (Claude Mondrian)
- Sarah-Jane Redmond (Carla McCutcheon)
- Victoria Bidewell (Nurse)
- Sandra Timuss (Receptionist)
- Chuck Mayne (Dr. C Lomort)
- D.J. Hicks (Richard)
- Evin Taylor (Ed)
- Oscar Parry (Gus)
- Paul Anthony (Felix)
- Silvana Kane (Linda)
- Kristopher Shepard (Sergio)
- Peter Wingfield (Witt Strobel)
- Camille Atebe (Cute Girl)
- Layla Barron (Cute Girl)
- Ricardo Cordero (Vinny)

### Épisode 2:La Vida Loca
- États-Unis : 14 janvier 2007

- Heather Matarazzo (Stacy Merkin)
- Jessica Capshaw (Nadia Karella)
- Juan Carlos Velis (Paco the Cook)
- Mark Krysko (Issac)
- Adrien Dorval (The Trucker)
- Chelsea Hobbs (Brooke)
- Lesley Ewen (Butch Lesbian)
- Hugo Ateo (Drag Queen)
- Gustavo Febres (Drag Queen)
- Claire Carreras (Drag King)
- Jeffrey Bowyer-Chapman (Cowboy)
- Shaker Paleja (Eric)
- Chilton Crane (Trisha)
- Tristin Leffler (Marta)
- Marcia Moulton (Jolene the Receptionist)
- Nelson Wong (Colorist)
- Christopher Gaze (Waiter)
- Luis Javier (Latino Man)
- José Vargas (Mexican Guy)
- Alex Rockhill (Chef)
- Matias Hacker (Gustavo)
- Shawn Ridout (Skater)
- James Michael Bobby (Phyllis's Assistant)
- Lyn Alicia Henderson (Professor)
- Rasika Mathur (Student #1)
- Nikki Boyer (Student #2)
- Alberto Davila Jr. (Student #3)

### Épisode 3:Les Lois de la gravité
- États-Unis : 21 janvier 2007

- Jessica Capshaw (Nadia Karella)
- Chelsea Hobbs (Brooke)
- Chilton Crane (Tricia)
- Alf Humphreys (Dick Petersen)
- Brittany Willacy (Student)
- Mark Krysko (Isaac)
- Shana Orlowsky (Kelly)
- David Lovgren (Brad)
- Christina Schild (Allison)
- Ty Olsson (Jim)
- April Telek (Nell)
- Nels Lennarson (Sam)
- Carrie Colak (Mindy)
- Elizabeth Marleau (Rochelle)
- Kendall Saunders (Kim Steerman)
- Tara Wilkinson (Cute Girl)
- Melissa Robertson (Denise)
- Stephen Richard Lofstrom (Manny)
- Matt Ellis (Mo)
- Colin Askey (Jack)
- Miles Meadows (Wax Customer)
- Andrew Fallows (Guy Gallo)
- Caleb Rogers (Mikey)
- Karma Ritchie (Betty Dancer)

### Épisode 4:La Lèche
- États-Unis : 28 janvier 2007

- Jessica Capshaw (Nadia Karella)
- Caroline Cave (Lindsey English)
- Liza Ulrych (Woman at Shelter)
- Deryl Hayes (Man at Shelter)
- Donna White (Sydney)
- Tom Butler (Skip Connelly)
- Steve Lawlor (Richard)
- Andrew Binks (Darren)
- Jonathan Cruickshank (Attendant)
- Ulla Friis (Hazel)
- Jeffrey Ballard (Clerk)
- Beverley Breuer (Ms. Rapson)
- Alicia Thorgrimsson (Woman at school)
- Jeanie Kawakami Cloutier (Woman at school)
- Christine Clarke (Administrator)
- Andrew Fallows (Guy Gallo)
- Chelsea Hobbs (Brooke)
- Juan Carlos Velis (Paco)

### Épisode 5:Lez Girls
- États-Unis : 4 février 2007

- Heather Matarazzo (Stacy Merkin)
- Bruce Davison (Leonard Kroll)
- Caroline Cave (Lindsey English)
- Bryan Demore (Messenger)
- Ulla Friis (Hazel)
- Dean Paul Gibson (Douglas Chibi)
- Pablo Silveira (Waiter at house)
- Ken Tremblett (Webster Ash)
- Alyssa Pridham (Ruby)
- Fraser Corbett (Cute Male Student)
- MacGareo 'Mank' Thomas (Waiter at restaurant)

### Épisode 6:Ligne de chance
- États-Unis : 11 février 2007

- Heather Matarazzo (Stacy Merkin)
- Caroline Cave (Lindsey English)
- Guy Fauchon (Burt)
- Carrie Fleming (Saskia Phillips)
- G. Patrick Currie (Miles)
- Marc Dion (Waiter)
- Enid-Raye Adams (Tiffany)
- Grace Sherman (Megan)
- Alyssa Pridham (Ruby)
- Vanesa Tomasino (Little Nicki)
- Daniel Bacon (Guy Co-Worker)
- Andre Fex (Mr. Stewart)

### Épisode 7:Leçon n°1
- États-Unis : 18 février 2007

- Alf Humphreys (Dick Petersen)
- David Orth (Mr. Wincorn)
- Peter Benson (Dad)
- Michael Wu (Boy #1)
- Laura Ward (Sarah)
- Ginger Broatch (Hailie)
- Peter Jenkins (Passerby)
- Clifton MaCabe Murray (File Organizer)
- Tanya Champoux (Woman at Copier)
- Janet Glassford (Woman at Computer)
- Benjamin Arthur (Hip Guy)
- Camille Mitchell (Becca Voynovich)
- Jason Schombing (Joe)
- Cheryl Hunter (Specialist Sochynsky)
- Sam Sabbah (MP)
- M. Evan Jensen (Helicopter Pilot)
- Stacy Sheard (Co-Pilot)
- Elena Calogeros (Iraqi Girl)
- Crystal Balint (Lisa Johnson)
- France Perras (Mrs. Greif)
- Laura Drummond (Mom)
- Michael Phenicie (Brian)
- Shanelle Renet (Chief Warrant Officer Fuller)
- Greg Vernon (Helicopter Ground Safety)
- Lucia Walters (Mom)

### Épisode 8:Linge sale
- États-Unis : 25 février 2007

- Eric Roberts (Gabriel McCutcheon)
- Valerie Tian (Dierdre)
- Camille Mitchell (Becca)
- Jason Schombing (Joe)
- Michael Phenicie (Brian)
- Kevin Crofton (Clubster)
- Roan Curtis (Kid)
- Alison Matthews (Betty)
- Lucia Walters (Mom)
- Peter Benson (Dad)

### Épisode 9:Leitmotiv lascif
- États-Unis : 4 mars 2007

- Eric Roberts (Gabriel McCutcheon)
- Deanne Bray (Amy Reed)
- Bruce Davison (Leonard Kroll)
- Daniella Evangelista (Rebecca)
- Daniel Bacon (Male Employee)
- Tanya Champoux (Female Employee)
- Peter Jenkins (Buttoned Up Employee)
- Gabrielle Rose (Carol)
- Igor Morozov (Boris)
- John Stockwell (Himself)
- Garry Marshall (Himself)
- Lawrence Bender (Himself)
- Joey Aresco (Director)
- Amanda Barrett (Ditty Bop #1)
- Abby DeWald (Ditty Bob #2)
- Anna Campbell (Lesbian Fan)
- Andrew Hedge (1st A.D.)
- Nina McNeely (Dancer)
- Justine Clark (Dancer)
- Lisa Eaton (Dancer)
- Tara Brook (Dancer)
- Nancy Anderson (Dancer)
- Tara Nicole Hughes (Dancer)
- Heather Ashley Chase (Dancer)

### Épisode 10:Lippé
- États-Unis : 11 mars 2007

- Annabella Sciorra (Kate Arden)
- Deanne Bray (Amy Reed)
- Winston Rekert (Bon Sweeney)
- Haley Beauchamp (Maggie Sweeney)
- Aleks Holtz (Private Brown)
- Robin Douglas (Racetrack Clerk)
- Myk Gordon (Racetrack Clerk)
- Ken Camroux (Father O'Shea)
- Fran Gebhard (Connie)
- Tara Frederick (Sioban Sweeney)

### Épisode 11:Larguez les amarres
- États-Unis : 18 mars 2007

- Annabella Sciorra (Kate Arden)
- Bruce Davison (Leonard Kroll)
- Crystal Balint (Lisa Johnson)
- Larry Kennar (Himself)
- Grace Sherman (Megan)
- Noel Johansen (Martin)
- Daniel Bacon (Bob)
- Peter Bryant (Major Dixon)
- Mark Krysko (Isaac)
- Tom Bulmer (Professor)
- Juan Riedinger (Rocker Dude)
- Alison Goldfrapp (elle-même)
- Angie Pollock (elle-même)
- Davide Rossi (elle-même)
- Charlie Jones (Himself)
- Rowan Oliver (Himself)
- Caitlin Cromwell (Woman)

### Épisode 12:Longue sera l'attente
- États-Unis : 25 mars 2007

- Annabella Sciorra (Kate Arden)
- Heather Matarazzo (Stacy Merkin)
- Toshi Reagon (elle-même)
- Benjamin Ayres (Lorenzo)
- Karin Konoval (Dee Dee)
- Rob Daly (Chip)
- Tim Henry (Security Guard)